# République de la Guyane indépendante
La République indépendante de Guyane, ou République de Counani, a été fondée en 1886 par les habitants avec quelques aventuriers français et des esclaves fugitifs se déclarant citoyens du Counani, une immense zone contestée de 350 000 km2 entre la France et l'empire du Brésil. Cette république, présidée par Jules Gros, ne fut reconnue ni par la France, ni par le Brésil. Elle sera à nouveau déclarée indépendante en 1904, sous le nom d'État libre de Counani, avant de disparaître complètement en 1912.
Après la première déclaration d'indépendance, la France demanda l'arbitrage de la Suisse pour fixer la frontière entre la Guyane française et la Guyane néerlandaise (aujourd'hui Suriname) qui acceptait de reconnaître le tracé de la frontière fixée par le traité de Paris en 1814. Le cours de la rivière Lawa devint la ligne frontière entre les deux pays.
Le 1er décembre 1900, la commission suisse décide de délimiter la zone contestée par le fleuve Oyapock qui débouche au cap Orange et séparera les zones françaises et brésiliennes. Le Brésil annexe le territoire de Counani qui prend le nom d'Amapá.

## La première république (1886-1887)

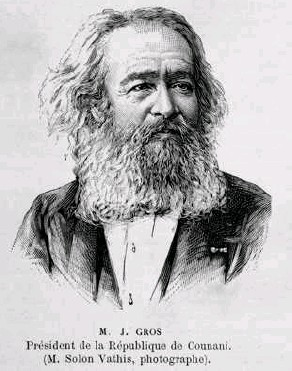
Jules Gros, fondateur de la première République.

Jules Gros (1829-1891), journaliste peu connu et membre de la Société de géographie est nommé en 1883 sous-secrétaire d'État pour le développement de l'économie en Guyane française. Il fait la connaissance de Jean Ferréol Guigues, explorateur bourguignon originaire de Mâcon, qui explora la Guyane vers le début des années 1880, qui lui dit avoir trouvé des mines d'or en Guyane. Avec un ami suisse, Paul Quartier, Guigues forme une compagnie, dont Jules Gros est le secrétaire. L'affaire est fructueuse et rapporte beaucoup d'argent. Guigues et Quartier s'établissent à Counani (actuelle Cunani, Calçoene (en)), petit village sur la côte entre les estuaires de l'Oyapock et de l'Araguari. Le chef de Counani à l'époque est le capitaine Trajano Benitez. Bien que sur le territoire brésilien, le village, comme ceux de Calçoene et  Amapá, entre autres, a une forte population noire brésilienne qui a souhaité être administrée par la France – où l'esclavage avait été aboli – plutôt que par le Brésil.
En réalité, le problème territorial entre la France et le Brésil date du traité d'Utrecht de 1713. Plusieurs fois, le voisin brésilien voulut affirmer sa souveraineté sur Counani en soutenant plusieurs rébellions contre Trajano Benitez. Ce dernier demanda à  la France de protéger Counani, mais sans succès. Trajano Benitez commença à avoir des problèmes avec les habitants de Counani.
D'après L'Officiel de Counani, voici comment s'est créée cette république : « les habitants colons et indigènes de Counani et des terrains contestés entre la France et le Brésil, fatigués du boulet qu'ils traînent depuis deux siècles, ont décidé par un vote plébiscitaire de se déclarer République de la Guyane Indépendante ».
La république est proclamée le 23 juillet 1886 dans un état qui comprend 350 habitants.
La République adopte la devise « Liberté et justice », pour drapeau, le vert du Brésil avec le drapeau tricolore dans le coin supérieur gauche, comme loi et langue nationale, la loi et la langue française et comme hymne Marche triomphale de Counani de Hilarion de Croze, professeur de musique. Jules Gros, secrétaire de la compagnie basée en France est nommé président-à-vie de la République de Counani, sous le titre de Gros Ier.
Le gouvernement français apprenant qu'un état fantôme s'est autoproclamé en Guyane, faisant ressortir le problème de frontière entre la France et le Brésil, affirme que personne ne peut proclamer une République.
En septembre 1887, le Président et son conseil se destituent l'un l'autre, mettant fin de fait à la première République de la Guyane indépendante.

## La deuxième République (1887-1891)
Alors que la France plonge dans le scandale des décorations, Guigues affirme que Counani n'était qu'une colonie « libre » demandant la protection de la France, s'attirant à nouveau les foudres de Gros qui persiste à se considérer président de la République et, fin 1887, fait flotter un nouveau drapeau à Vanves, « sur sa villa présidentielle ».
En janvier 1888, Gros entre en contact avec des hommes d'affaires britanniques. Avec le futur prospecteur du Klondike, l'Écossais Alexander Mac Donald qui disposait de certains capitaux, il fonde un syndicat qui prévoyait l'exploitation du territoire de Counani pendant 99 ans pour l'extraction des principales ressources, et principalement de l'or. Gros a le temps de faire imprimer un seul timbre, le 25 centimes noir sur blanc. En 1887, il fit également frapper une série d'essais monétaires.
Grâce à l'argent du syndicat, Jules Gros et sa famille quittent Vanves pour Counani, le 8 juillet 1888. Mais rapidement, Gros déchante, ne trouvant pas à Counani l'Eldorado espéré. Mac Donald s'aperçoit rapidement que la France n'avait jamais reconnu la république de Counani. Gros retourne en France, où il meurt en 1891, toujours convaincu qu'il est le président de la république de Counani.
La découverte d'or en 1895 dans la région de Calçoene rallume le conflit franco-brésilien. Francisco Xavier da Veiga Cabral, dit Cabralzinho, deuxième chef du triumvirat brésilien, revendique le territoire contesté de Counani. La France et le Brésil recoururent à l'arbitrage de la Suisse par la convention du 10 avril 1895 pour le Contesté franco-brésilien. Le Brésil annexe alors le territoire qui devient l'Amapá.

## État libre de Counani (1892-1911)
Adolphe Brézet, qui visite la région vers 1892, s'autoproclame président de l'État libre de Counani. Il prend le nom de Uayana Assu « Homme grand » et nomme trois ministres. Les quatre aventuriers seront immédiatement arrêtés dès leur arrivée à Counani par un détachement de l'armée brésilienne et emprisonnés pendant quinze jours.
Il s'exile en France et prend le nom de duc de Brezet et de Beaufort, vicomte de San João. À l'automne 1902, Brezet tient une conférence de presse dans un hôtel parisien, réaffirmant ses prétentions. Il crée des timbres, une constitution et un nouveau drapeau. En 1903, il ouvre une ambassade counanienne à Paris, puis à Londres, Rome, Berlin et Madrid.
En 1904, alors qu'ils se font la guerre, le Japon et la Russie demandent à l'État libre de Counani de leur fournir quelques vaisseaux, avant de découvrir la supercherie.
L'aventure fantaisiste d'Adolphe Brézet, contemporaine des prétentions de Jacques Lebaudy sur une partie du Sahara occidental, prend fin en 1911,,,,.
Il fit fabriquer à partir d'octobre 1892 lui aussi une série de timbres d'une valeur de 5 centimes aux noms des différentes localités de son État. 

### Le massacre de l'Amapá
La zone litigieuse à la frontière entre le Brésil et la Guyane française est restée hors de la réglementation juridique des deux pays jusqu'en 1900. La découverte d'or a conduit plusieurs entreprises d'extraction à s’y installer. Cette concurrence a atteint son point culminant en mai 1895 dans l'épisode connu au Brésil comme « Le Massacre de l’Amapá », un conflit armé entre Français et paysans brésiliens qui fait plus de 40 morts.

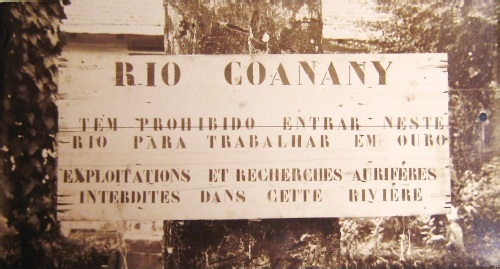
Panneau interdisant aux prospecteurs de fouiller les rives du fleuve Coanany (cliché de 1894).